# Grafing bei München

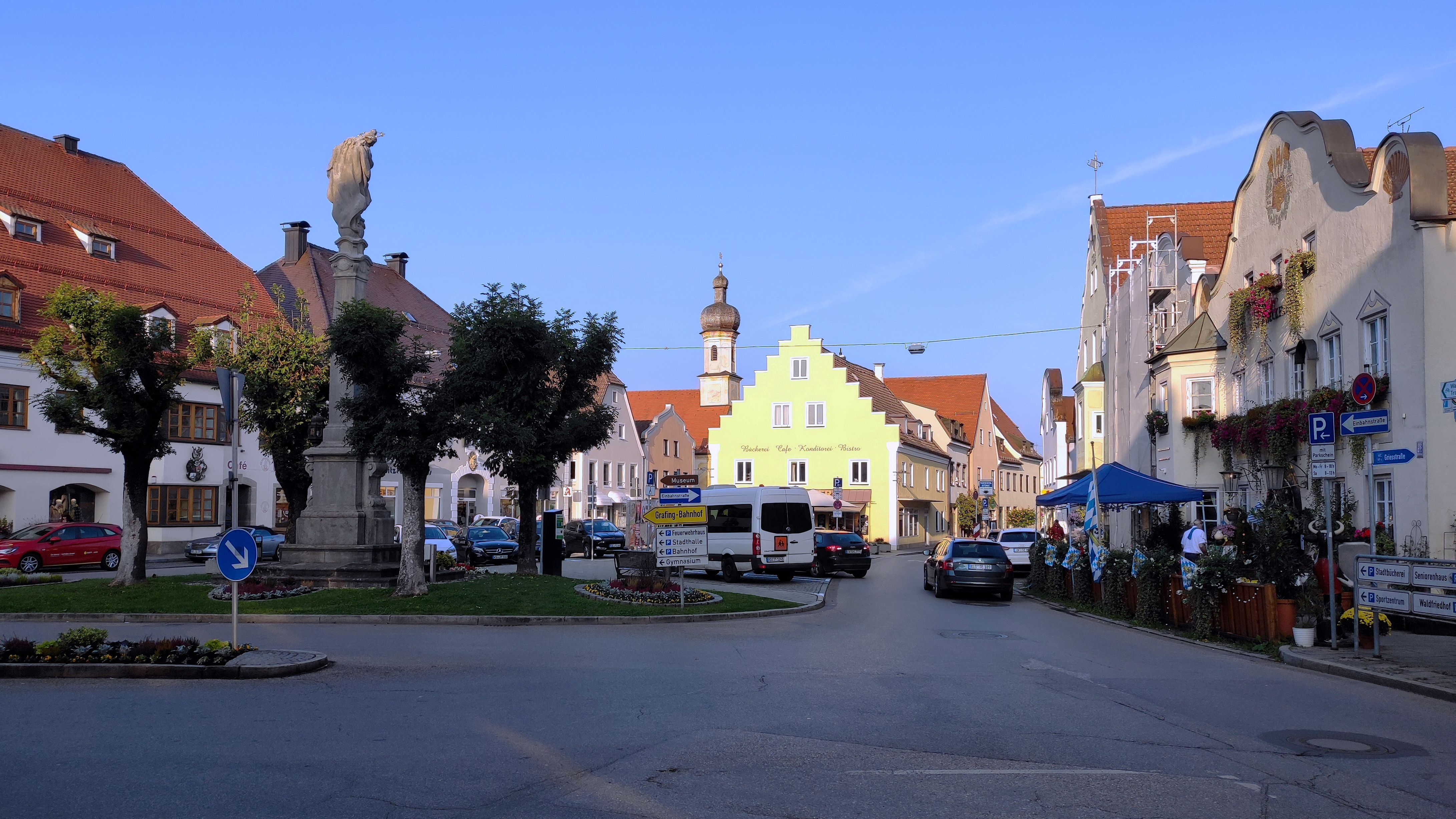
Marktplatz von Grafing bei München

Die Stadt Grafing bei München (amtlich: Grafing b.München) ist die nach Einwohnern drittgrößte Kommune im oberbayerischen Landkreis Ebersberg, einem der wirtschaftlich stärksten Landkreise des Münchener Umlands.

## Geographie

### Lage
Grafing liegt in der Region München am Zusammenfluss von Urtelbach und Wieshamer Bach zur Attel im Alpenvorland rund 32 km südlich von Erding, 25 km westlich von Wasserburg, 28 km nordwestlich von Rosenheim, 33 km östlich der Landeshauptstadt München und nur 4 km südlich der Kreisstadt Ebersberg. Zum Flughafen München sind es etwa 43 km. Grafing verfügt über einen Anschluss zur S-Bahn, die eine Verbindung mit der Innenstadt Münchens bietet.
Grafing übernimmt gemeinsam mit der Stadt Ebersberg die zentralörtliche Funktion eines Mittelzentrums. Neben dem geschlossenen Siedlungskörper setzt sich die Gemeinde aus fünf weiteren Gemeindeteilen zusammen. Die nächstgelegenen Oberzentren sind München (30 km Luftlinie) und Rosenheim (25 km Luftlinie).

### Nachbargemeinden
- Aßling
- Bruck
- Ebersberg
- Frauenneuharting

### Gemeindegliederung
Die Stadtgemeinde hat 27 Gemeindeteile (in Klammern ist der Siedlungstyp angegeben):
- Aiterndorf (Weiler)
- Bachhäusl (Weiler)
- Baumgartenmühle (Einöde)
- Bergfeld (Weiler)
- Dichau (Dorf)
- Eisendorf (Dorf)
- Engerloh (Weiler)
- Filzhof (Weiler)
- Gasteig (Dorf)
- Gindlkofen (Dorf)
- Grafing b.München (Hauptort)
- Grafing-Bahnhof (Dorf)
- Haidling (Dorf)
- Henneleiten (Einöde)
- Hesselfurt (Dorf)
- Katzenreuth (Weiler)
- Loch (Einöde)
- Nettelkofen (Dorf)
- Neudichau (Dorf)
- Oberelkofen (Kirchdorf)
- Pierstling (Einöde)
- Schammach (Dorf)
- Schauerach (Einöde)
- Straußdorf (Pfarrdorf)
- Unterelkofen (Dorf)
- Voglherd (Weiler)
- Wiesham (Dorf)

Es gibt die Gemarkungen Elkofen, Grafing b.München, Nettelkofen, Oexing und Straußdorf.

### Natur
Folgende Schutzgebiete berühren das Stadtgebiet:
- Landschaftsschutzgebiet Dobelgebiet und Atteltal im Gebiet der Stadt Grafing bei München und der Gemeinde Aßling (LSG-00382.01)
- Landschaftsschutzgebiet LSG „Katzenreuther Filze“ in der Stadt Grafing bei München (LSG-00429.01)

## Geschichte

Reiterbräu und Rathaus anno 1902

### Bis zur Gemeindegründung
Um 1040 wurde Grafing erstmals urkundlich erwähnt. Der Sage nach soll der Ort auf ein im Jahr 960 vom Herzog Heinrich II. für seine spätere Ehefrau Gisela von Burgund erbautes Schloss zurückgehen.
Der Ort gewann im 13. Jahrhundert durch zwei herzogliche Mühlen und die Abhaltung von Märkten wirtschaftlich an Bedeutung. 1376 wurden Grafing die Marktrechte verliehen. 1632 kam es im Zuge des Dreißigjährigen Krieges zur Plünderung und Niederbrennung des Ortes durch die Schweden. Noch nach dem Krieg leiden die Menschen. Das Abhalten des Marktes wird in Grafing 1653 verboten, wegen der „vielen sterbenden Leut.“
Die erste Erwähnung der Grafinger Leonhardifahrt stammt von 1708. 1766 kommt es zu einer Brandkatastrophe im Ort.
Grafing gehörte lange zum Rentamt München und zum Landgericht Schwaben des Kurfürstentums Bayern. Ferner besaß Grafing ein Marktgericht mit weitgehenden magistratischen Eigenrechten, das um 1806 aufgelöst wurde.

### Ab der Gemeindegründung
Im Zuge der Verwaltungsreformen in Bayern entstand mit dem Gemeindeedikt von 1818 die Gemeinde Grafing.
In den Jahren 1877 und 1926 gab es bereits Bemühungen zum Zusammenschluss von Grafing und der unmittelbar östlich anschließenden Gemeinde Öxing, in denen mit großer Mehrheit auf Öxinger und Grafinger Seite ein Zusammenschluss beschlossen wurde, der aber beide Male aufgrund von Formfehlern in den Beschlüssen nicht zustande kam. In einer Sitzung des Öxinger Gemeinderats am 11. Mai 1933 stimmten 6 von 9 Gemeinderäten für eine Aufhebung der Eigenständigkeit und die Aufnahme in die Gemeinde Grafing. Mit Wirkung vom 1. August 1933 wurde die Gemeinde Öxing mit damals ca. 800 Einwohnern und 155 Wohngebäuden in die Gemeinde Markt Grafing aufgenommen.
Ab 1923 hieß der Markt offiziell Markt Grafing.

### Zweiter Weltkrieg
1942 wurden die Kirchenglocken Grafings vom Turm geholt, um sie für den Krieg einzuschmelzen. Doch in der Nacht zum 4. März versuchten die Jugendlichen Franz Lettl, Anton Lettl und Stefan Neumaier mit einem Schlitten die Glocken wegzubringen und zu verstecken. Wenige Meter weiter mussten sie aber die kleinere Glocke im Schnee vergraben. Die 360 Kilogramm schwere große Glocke schafften sie zum Reitbergeranwesen, wo die Mutter der Lettls wohnte. Von da wollten die Jugendlichen die Glocke in der nächsten Nacht zur Feldmann-Kiesgrube bringen, doch blieben sie mit ihrem Schlitten am Hang stecken. Sie mussten sich Hilfe von Michael Wieser und seinem Sohn Josef und vom 14-jährigen Josef Stürzer holen. Die kleine Glocke brachten sie bei Feldmanns unter das Heu. Vier Wochen später flogen sie auf. Die Glocken wurden von der Polizei entdeckt und Beteiligte verhaftet. Anfang Februar 1944 wurden die strafmündigen Glockendiebe wegen der „unerlaubten Entfernung beschlagnahmter Kirchenglocken“ zu Geldstrafen und kürzerem Jugendarrest verurteilt. Eigentlich hatte auch die Todesstrafe gedroht. Josef Feldmann, der bei der Urteilsverkündung bereits an der Front war, wurden die drei Wochen Jugendarrest bis nach dem „Endsieg“ ausgesetzt. Seit 2006 erinnert ein Denkmal in der Rotter Straße an die Ereignisse.
Erst in den letzten Kriegstagen des Zweiten Weltkriegs, Ende April 1945, kam es zu Bombenangriffen auf Grafinger Gemeindegebiet. In mehreren Angriffswellen wurden der strategisch wichtige Bahnhof in Grafing Bahnhof bombardiert und die Bahnanlagen weitgehend zerstört. Am 1. Mai 1945 rückten die US Army in Grafing Stadt kampflos ein, obwohl es in den Tagen zuvor immer wieder zu Zwischenfällen zwischen der Bevölkerung, die weiß beflaggen wollte, und versprengten SS-Resten, die Panzersperren errichten und weiße Beflaggung mit vorgehaltener Waffe verhindern wollte, kam. In den Tagen danach wurden auch Elkofen und Straußdorf von den Amerikanern kampflos übernommen.
Nach dem Fund eines eingemauerten, sehr großen Lagers an Weinen und Schnäpsen beim heutigen Kegelkeller am 4. Mai 1945 kam es zu einem schnell ausufernden und unkontrollierten Massenbesäufnis von Grafingern, einquartierten Zwangsarbeitern und Amerikanern. Bis zu 40.000 Flaschen Wein sollen getrunken worden sein.

### Nach dem Zweiten Weltkrieg
Am 16. Juli 1945 kam es in der Nähe zum Eisenbahnunfall von Aßling, bei dem ein amerikanischer Transportzug mit 50 Panzern auf einen stehenden Eisenbahnzug mit gerade entlassenen deutschen Kriegsgefangenen auffuhr. Bei dem Unglück kamen 105 deutsche Kriegsgefangene ums Leben. 95 von ihnen ruhen auf dem Soldatenfriedhof in Oberelkofen.
Am 15. Juni 1953 wurde die Gemeinde zur Stadt erhoben und in Grafing bei München umbenannt.
Am 1. Mai 1978 wurden im Zuge der von der Bayerischen Staatsregierung durchgesetzten Gebietsreform die Gemeinden Elkofen, Straußdorf und Nettelkofen (mit Ausnahme des Gemeindegebiets Gspraits) mit etwas weniger als 1000 Einwohnern eingegliedert.
Am 2. Oktober 2020 wurden vier Bäume und ein symbolisches Mauerstück als Baumdenkmal für die Deutsche Einheit von Bürgermeister Christian Bauer sowie den Ebersberger CSU-Abgeordneten Angelika Niebler, Thomas Huber und Andreas Lenz im Stadtpark Grafings gepflanzt und gebaut. Wenige Tage nach Aufstellen wurde die Mauer mit einem Graffito besprüht, woraufhin Landtagsabgeordneter Thomas Huber die Mauer zur künstlerischen Gestaltung freigab. In den folgenden Tagen sprachen sich immer mehr Stadtratsmitglieder verschiedener Fraktion für einen Abriss des ohne Zustimmung des Stadtrats auf städtischen Grund errichteten Mauerstücks aus. Am 13. April 2021 stimmte der Stadtrat mit einer Gegenstimme für den Abriss. Im Mai 2021 wurde das Mauerstück letztendlich abgerissen, zwei der vier Einheitsbäume starben noch im selben Jahr ab.

### Einwohnerentwicklung
Zwischen 1988 und 2018 wuchs die Stadt von 11.231 auf 13.660 um 2.429 Einwohner bzw. um 21,6 %.
Die Stadt Grafing ist von einer stabilen Bevölkerungsentwicklung geprägt und konnte über die letzten zehn Jahre eine Bevölkerungszunahme von 5,3 % verzeichnen. Grafing stellt mit einem Wanderungssaldo von 14,4 % im Jahr 2012 eine eindeutige Zuzugsregion im so genannten Münchner „Speckgürtel“ dar. Nach Prognosen des Bayerischen Landesamts für Statistik ist bis 2030 mit einem weiteren Anstieg der Einwohnerzahl um 6,5 % zu rechnen.
| Entwicklung der Einwohnerzahlen 1980 bis 2023 | Entwicklung der Einwohnerzahlen 1980 bis 2023 | Entwicklung der Einwohnerzahlen 1980 bis 2023 | Entwicklung der Einwohnerzahlen 1980 bis 2023 | Entwicklung der Einwohnerzahlen 1980 bis 2023 |
| --------------------------------------------- | --------------------------------------------- | --------------------------------------------- | --------------------------------------------- | --------------------------------------------- |
| Jahr                                          |                                               |                                               |                                               | Einwohner                                     |
| 1980                                          | 1980                                          |                                               | 8.585                                         | 8.585                                         |
| 1981                                          | 1981                                          |                                               | 9.056                                         | 9.056                                         |
| 1982                                          | 1982                                          |                                               | 9.484                                         | 9.484                                         |
| 1983                                          | 1983                                          |                                               | 10.087                                        | 10.087                                        |
| 1984                                          | 1984                                          |                                               | 10.473                                        | 10.473                                        |
| 1985                                          | 1985                                          |                                               | 10.494                                        | 10.494                                        |
| 1986                                          | 1986                                          |                                               | 10.625                                        | 10.625                                        |
| 1987                                          | 1987                                          |                                               | 10.760                                        | 10.760                                        |
| 1988                                          | 1988                                          |                                               | 10.916                                        | 10.916                                        |
| 1989                                          | 1989                                          |                                               | 11.066                                        | 11.066                                        |
| 1990                                          | 1990                                          |                                               | 11.229                                        | 11.229                                        |
| 1991                                          | 1991                                          |                                               | 11.352                                        | 11.352                                        |
| 1992                                          | 1992                                          |                                               | 11.512                                        | 11.512                                        |
| 1993                                          | 1993                                          |                                               | 11.610                                        | 11.610                                        |
| 1994                                          | 1994                                          |                                               | 11.615                                        | 11.615                                        |
| 1995                                          | 1995                                          |                                               | 11.649                                        | 11.649                                        |
| 1996                                          | 1996                                          |                                               | 11.576                                        | 11.576                                        |
| 1997                                          | 1997                                          |                                               | 11.548                                        | 11.548                                        |
| 1998                                          | 1998                                          |                                               | 11.589                                        | 11.589                                        |
| 1999                                          | 1999                                          |                                               | 11.736                                        | 11.736                                        |
| 2000                                          | 2000                                          |                                               | 11.947                                        | 11.947                                        |
| 2001                                          | 2001                                          |                                               | 12.022                                        | 12.022                                        |
| 2002                                          | 2002                                          |                                               | 12.297                                        | 12.297                                        |
| 2003                                          | 2003                                          |                                               | 12.397                                        | 12.397                                        |
| 2004                                          | 2004                                          |                                               | 12.514                                        | 12.514                                        |
| 2005                                          | 2005                                          |                                               | 12.524                                        | 12.524                                        |
| 2006                                          | 2006                                          |                                               | 12.508                                        | 12.508                                        |
| 2007                                          | 2007                                          |                                               | 12.605                                        | 12.605                                        |
| 2008                                          | 2008                                          |                                               | 12.655                                        | 12.655                                        |
| 2009                                          | 2009                                          |                                               | 12.742                                        | 12.742                                        |
| 2010                                          | 2010                                          |                                               | 12.832                                        | 12.832                                        |
| 2011                                          | 2011                                          |                                               | 12.915                                        | 12.915                                        |
| 2012                                          | 2012                                          |                                               | 12.978                                        | 12.978                                        |
| 2013                                          | 2013                                          |                                               | 13.137                                        | 13.137                                        |
| 2014                                          | 2014                                          |                                               | 13.423                                        | 13.423                                        |
| 2015                                          | 2015                                          |                                               | 13.538                                        | 13.538                                        |
| 2016                                          | 2016                                          |                                               | 13.570                                        | 13.570                                        |
| 2017                                          | 2017                                          |                                               | 13.790                                        | 13.790                                        |
| 2018                                          | 2018                                          |                                               | 13.785                                        | 13.785                                        |
| 2019                                          | 2019                                          |                                               | 13.775                                        | 13.775                                        |
| 2020                                          | 2020                                          |                                               | 13.805                                        | 13.805                                        |
| 2021                                          | 2021                                          |                                               | 13.936                                        | 13.936                                        |
| 2022                                          | 2022                                          |                                               | 14.285                                        | 14.285                                        |
| 2022                                          | 2022                                          |                                               | 14.348                                        | 14.348                                        |
| Quellen: und                                  |                                               |                                               |                                               |                                               |

Grafing liegt mit einer Arbeitslosenquote von 3,3 % unter dem Durchschnitt des Regierungsbezirks Oberbayern. Die Anzahl der Auspendler in Höhe von 5967 (Stand 2023) ist auf die Nähe zu München zurückzuführen. Allerdings übernimmt Grafing mit 2722 (Stand 2023) Einpendlern für die umliegenden Gemeinden die Funktion eines wichtigen Arbeitsplatzstandortes.

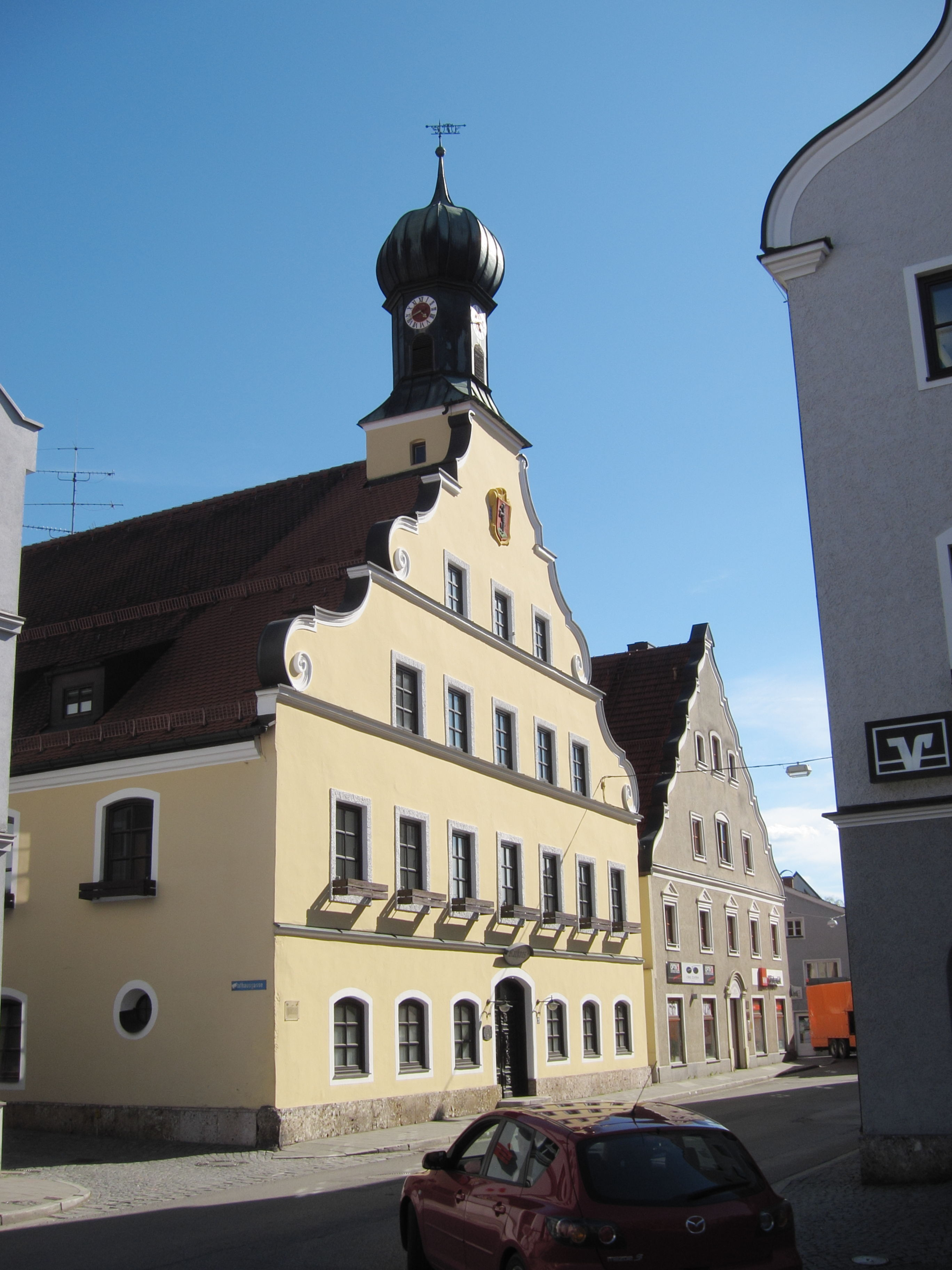
Rathaus Grafing

|                             | 2017 | 2018 |
| --------------------------- | ---- | ---- |
| Beurkundete Eheschließungen | 60   | 74   |
| Geburten                    | 124  | 132  |
| Sterbefälle                 | 111  | 107  |

### Konfessionsstatistik
Laut kirchliche Statistik waren im Jahr 2013 54,0 % (7.076) der 13.092 Einwohner katholisch. Der Anteil der Katholiken an der Gesamtbevölkerung ist seitdem beträchtlich gesunken. Mit Stand 2023 waren 42,7 % (6.095) von den 14.285 Einwohnern katholisch.

## Politik

### Stadtrat
Der Stadtrat setzt sich aus 24 Ratsmitgliedern und dem Ersten Bürgermeister zusammen. Stadtratssitzungen finden im Sitzungssaal im zweiten Stock des historischen Rathauses statt. Die Stadtratswahlen seit 2014 führten zu folgenden Ergebnissen:
| Partei/Liste              | 2014   | 2014   | 2020    | 2020    |
| Partei/Liste              | %      | Sitze  | %       | Sitze   |
| ------------------------- | ------ | ------ | ------- | ------- |
| CSU                       | 32,0   | 8      | 38,16   | 9       |
| SPD                       | 14,8   | 3      | 8,45    | 2       |
| Grüne                     | 20,0   | 5      | 29,97   | 7       |
| FDP                       | 2,1    | 0      | 3,84    | 1       |
| Freie Wähler              | 19,1   | 5      | 12,10   | 3       |
| Bayernpartei              | –      | –      | 4,30    | 1       |
| Die Linke                 | –      | –      | 3,18    | 1       |
| Bündnis für Grafing (BfG) | 12,0   | 3      | –       | –       |
| Gesamt                    | 100    | 24     | 100     | 24      |
| Wahlbeteiligung           | 58,8 % | 58,8 % | 67,58 % | 67,58 % |

### Bürgermeister
- 1946–1952: Johann Schwaiger[26]
- 1952–1966: Franz X. Huber (BHE)[27]
- 1966–1972: Josef Obermeier (SPD)[27]
- 1972–1996: Alois Kleinmeier[28] (parteilos)[27]
- 1996–2014: Rudolf Heiler (CSU), 1996 mit 61,87 % und 2008 mit 61,31 % der Stimmen gewählt[27]
- 2014–2020: Angelika Obermayr (Bündnis 90/Die Grünen), in der Stichwahl am 30. März 2014 mit 60,3 % der gültigen Stimmen gegen Susanne Linhart (CSU; 39,7 %) gewählt
- seit 2020: Christian Bauer (CSU), zuvor Kämmerer,[29] in der Stichwahl am 29. März 2020, die ausschließlich per Briefwahl durchgeführt wurde, mit 54,0 % der gültigen Stimmen gegen Angelika Obermayr (46,0 %) gewählt

### Wappen
| Wappen von Grafing bei München | Blasonierung: „In Gold ein rechtsgewendeter steigender schwarzer Bär.“ |
| Wappen von Grafing bei München | Wappenbegründung: Der Ursprung des Bären als Wappentier für Grafing ist nicht dokumentiert. Die spätmittelalterliche Marktgemeinde führte frühere Versionen des Wappens in Form von Siegeln seit dem späten 14. Jahrhundert. Das erste Siegel mit einem linksgewendeten Bären im Halbrundschild ist seit 1430 bekannt. Ab dem zweiten Siegel (um 1500) wird der Bär rechtsgewendet dargestellt. Die Tingierung ist in verschiedenen Varianten seit dem 16. Jahrhundert überliefert. Vermutlich war die ursprüngliche Feldfarbe Silber. Im 19. Jahrhundert wurde erst Rot, dann stets Gold als Feldfarbe angegeben. |

Sagen
Der Sage nach soll Kaiser Ludwig der Bayer 1325 Grafing dieses Wappen als Dank dafür, dass die Grafinger 1322 in der Schlacht bei Mühldorf siegreich auf der Seite vom Kaiser Ludwig gegen den Herzog Friedrich dem Schönen von Österreich  mit dem Fähnlein auf der Seite des Kaisers „wie die Bären“ kämpften, verliehen haben. Ob die Unterstützung der Grafinger durch eine Teilnahme an den Kämpfen oder nur finanziell geschah, ist nicht geklärt. Eine dreijährige Steuerbefreiung für die Grafinger – möglicherweise auch als Dank des Kaisers – ist belegt.

### Städtepartnerschaften
Frankreich: Seit 1993 unterhält Grafing eine Städtepartnerschaft mit Saint-Marcellin (Isère).

## Wirtschaft und Infrastruktur

### Gemeindefinanzen
|      | Gewerbesteuereinnahmen (netto) | Gemeindesteuereinnahmen |
| ---- | ------------------------------ | ----------------------- |
| 2012 | 3.518.000 €                    | 12.149.000 €            |
| 2013 | 3.119.500 €                    | 13.112.000 €            |
| 2014 | 3.379.300 €                    | 14.131.200 €            |
| 2015 | 3.269.400 €                    | 14.498.200 €            |
| 2016 | 3.984.800 €                    | 16.030.000 €            |
| 2017 | 4.314.200 €                    | 17.263.400 €            |
| 2018 | 4.095.800 €                    | 17.630.100 €            |
| 2019 | 4.257.300 €                    | 18.109.900 €            |
| 2020 | 4.235.400 €                    | 17.193.900 €            |
| 2021 | 5.306.800 €                    | 19.278.900 €            |
| 2022 | 5.206.900 €                    | 19.274.100 €            |
| 2023 | 6.051.700 €                    | 21.199.900 €            |
| 2024 | 5.834.240 €                    | 21.255.934 €            |

(netto: Gewerbesteuereinnahme nach Abzug der Gewerbesteuerumlage.)

### Gewerbe
Der Wildbräu Grafing ist die drittälteste und die wohl älteste bis heute privat geführte Brauerei Bayerns.

#### Gewerberelevante Daten
|                                                      | 2013   | 2014   | 2015   | 2016   | 2017   | 2018   | 2019   | 2020   | 2021   | 2022   | 2023   | 2024 |
| ---------------------------------------------------- | ------ | ------ | ------ | ------ | ------ | ------ | ------ | ------ | ------ | ------ | ------ | ---- |
| Anzahl Gewerbetreibende                              |        | 1.443  |        |        |        |        |        |        |        |        |        |      |
| Gewerbeanmeldungen                                   | 179    |        |        |        |        |        |        |        |        |        |        |      |
| Gewerbeabmeldungen                                   | 140    |        |        |        |        |        |        |        |        |        |        |      |
| Gewerbesteuerhebesatz (%)                            | 330    | 330    | 330    | 330    | 330    | 330    | 330    | 330    | 330    | 330    | 330    | 330  |
| Grundsteuerhebesatz B (%)                            | 300    | 300    | 300    | 300    | 300    | 300    | 300    | 300    | 300    | 300    | 300    | 300  |
| Einwohner                                            | 13.373 | 13.369 | 13.480 | 13.502 | 13.790 | 13.785 | 13.775 | 13.805 | 13.936 | 14.376 | 14.458 |      |
| Wohnungen                                            | 5.577  |        |        |        |        |        |        |        |        |        |        |      |
| In Grafing sozialversicherungspflichtig Beschäftigte | 2.603  | 2.687  | 2.708  | 2.730  | 2.667  | 2.841  | 2.911  | 2.824  | 2.989  | 3.027  | 3.173  |      |
| Arbeitnehmer am Wohnort                              | 4.844  | 5.048  | 5.163  | 5.235  | 5.389  | 5.528  | 5.739  | 5.838  | 5.932  | 6.061  | 6.175  |      |
| Einpendler                                           | 1.623  |        |        |        |        |        |        |        | 2.615  | 2.651  | 2.722  |      |
| Auspendler                                           | 3.848  |        |        |        |        |        |        |        | 5.834  | 5.904  | 5.967  |      |

#### Gewerbegebiete in Grafing
- Gewerbepark Schammach 1 (Restflächen in Privatbesitz)
- Gewerbepark Schammach 2 (Restflächen in Privatbesitz)
- Gewerbepark Haidling

Das Gewerbegebiet Schammach liegt im Südwesten der Stadt. Es besteht aus dem ursprünglichen Standort Schammach 1 mit 12,5 ha, der seit 1999 besteht und dem neu ausgewiesenen Schammach 2 mit einer Größe von 10 ha.
Die verkehrsinfrastrukturelle Erschließung erfolgt über die Kreisstraße EBE 13, die eine der Hauptverbindungsstraßen zu den umliegenden Nachbarortschaften darstellt, sowie über den einen Kilometer entfernten Regionalbahnhof „Grafing Bahnhof“. Dieser bietet Anschluss an die Regionalbahnverbindungen München–Rosenheim und München–Wasserburg sowie an die S-Bahn-Linie S6 von Tutzing über München nach Ebersberg. Die überregionale Anbindung erfolgt zudem über die rund 3,5 km entfernte B304 im Norden des Stadtkerns. Per Bus ist das Gewerbegebiet von Glonn und Grafing aus erreichbar.
Durch die exponierte Lage an der vielbefahrenen Ausfallstraße Richtung Glonn besteht eine optimale Sichtanbindung. Mit zu den größten Firmen im Gewerbegebiet gehören u. a. die Bäckerei Konditorei Kreitmaier GmbH & Co. KG, die Kaffeerösterei Martermühle GmbH, die Dr. Mach GmbH & Co. KG, die CADFEM Germany GmbH, die Schönreiter Baustoffe GmbH, die RUFF GmbH oder die Hampel + Eckstein GmbH.
Die Flächen in Schammach 2 können prinzipiell mittels eines vorhabenbezogenen Bebauungsplans weitgehend individuell parzelliert werden. Schammach 2 ist über eine eigene Zufahrt erschlossen, ist aber auch an das Straßennetz in Schammach 1 angeschlossen. Das Gewerbegebiet in Schammach ist mit einem Glasfasernetz versorgt.

### Verkehr
Grafing verfügt über zwei S-Bahn-Haltestellen im Netz des Münchner Verkehrs- und Tarifverbunds sowie über einen Anschluss an die Zugstrecken München-Rosenheim-Rom, München-Rosenheim-Salzburg und München-Wasserburg. Die gute verkehrliche Anbindung mit den öffentlichen Verkehrsmitteln wird ergänzt durch die unmittelbare Lage des Gemeindegebietes an der Bundesstraße 304, die München mit Wasserburg und Salzburg verbindet. Die Autobahnanschlussstelle an die A99 in Haar ist über die B304 mit dem Auto in rund 20 Minuten zu erreichen.

#### Straßenverkehr
Die Stadt verfügt über die Münchner Straße beziehungsweise über die östliche Umgehungsstraße St 2080 einen Anschluss an die Bundesstraße 304. Über diese besteht ein schneller Anschluss in Richtung München beziehungsweise Wasserburg. Im Herbst 2017 wurde die 2,7 Kilometer lange Ostumfahrung fertiggestellt, die Grafing von dem Durchgangsverkehr nach Rosenheim entlastet.
Die Bundesautobahn 99 liegt etwa 18 Kilometer nordwestlich (Autobahnauffahrt in Haar). Die Bundesautobahn 8, die bis Freilassing an die österreichische Grenze führt, liegt etwa 30 km südlich (Autobahnauffahrt Bad Aibling).

#### Eisenbahn

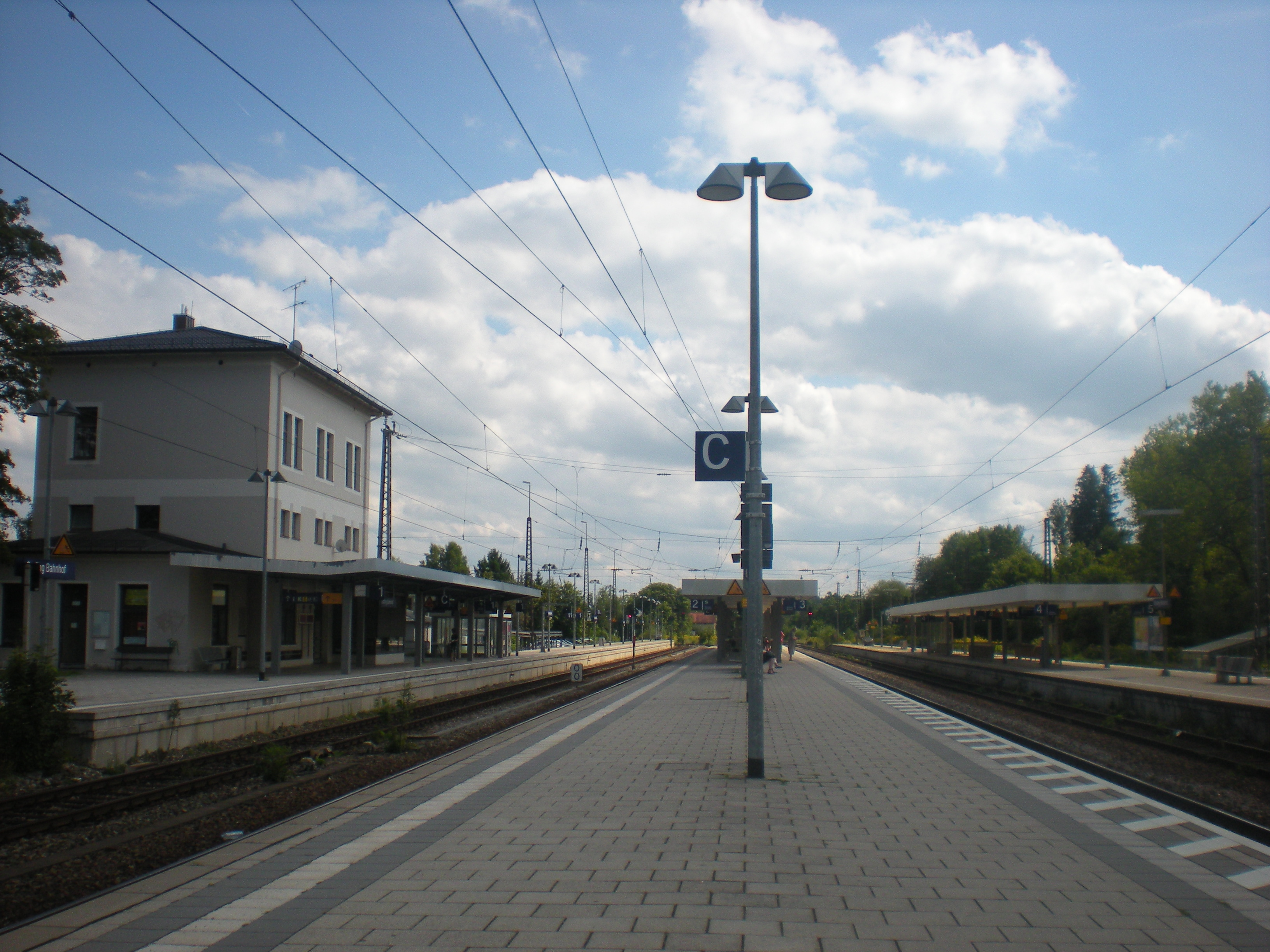
Bahnsteige mit Empfangsgebäude des Grafinger Bahnhofs

Durch den Gemeindeteil Grafing-Bahnhof verläuft die Bahnstrecke München–Rosenheim. Die Bahnstrecke wurde am 15. März 1871 eröffnet, gleichzeitig ging der Bahnhof Grafing in Betrieb. Aufgrund der großen Bedeutung als Fernverkehrslinie in Richtung Süden und Südosten wurde die Bahnstrecke nach Rosenheim schon 1892 zweigleisig ausgebaut. Zwei Jahre später, am 26. Mai 1894, wurde die Bahnstrecke Grafing–Glonn in Betrieb genommen, diese erschloss aber keine weiteren Ortsteile innerhalb von Grafing. 1897 wurde das östliche Vorortbahnnetz der Stadt München ausgebaut, sodass Grafing bessere Zugverbindungen nach München erhielt. Am 6. November 1899 wurde durch die „Filzen-Express“ genannte Bahnstrecke Grafing–Wasserburg eine eingleisige Eisenbahn zur Ortsmitte von Grafing zunächst bis Ebersberg eingerichtet. Die Strecke wurde 1905 von Ebersberg nach Wasserburg verlängert. Der neu entstandene Bahnhof in der Ortsmitte wurde vorerst Grafing Markt, später Grafing Stadt, genannt. Im Jahr 1927 folgte die Elektrifizierung der Strecke München-Rosenheim, der Bahnhof Grafing war trotz der zahlreichen Schnellzüge auf der Strecke nur durch einfache Personenzüge sowie durch einige Eilzüge an München und Rosenheim angeschlossen. 1971 wurde die Strecke nach Glonn aufgegeben, und die Gleise demontiert; der frühere Bahndamm ist in der Landschaft immer noch deutlich erkennbar und wird immer wieder Gegenstand einer Diskussion, darauf einen Fahrradweg zu bauen. Seit der Inbetriebnahme der Münchner S-Bahn-Netzes ist die Strecke bis Ebersberg in diese eingebunden. Zunächst bestand ein 40-Minuten-Takt bis Grafing Bahnhof, bis Ebersberg wies dieser zusätzlich einige Taktlücken auf. Seitdem die viergleisige Ausbaustrecke von München her Grafing Bahnhof erreichte, kann die S-Bahn unabhängig vom Regionalverkehr fahren, es wurde ein dauerhafter 20-Minuten-Takt zwischen Innenstadt und Grafing Bahnhof eingerichtet. Die Strecke nach Ebersberg wird im 20/40-Minuten-Takt von der S-Bahn bedient, in Kombination mit dem stündlichen „Filzen-Express“ nach Wasserburg ergibt sich ein beständiger 20-Minuten-Takt bis Ebersberg.
| Linie | Linienverlauf |
| ----- | --- |
| S4    | Geltendorf – Türkenfeld – Grafrath – Schöngeising – Buchenau – Fürstenfeldbruck – Eichenau – Puchheim – Aubing – Leienfelsstraße – Pasing – Laim – Hirschgarten – Donnersbergerbrücke – Hackerbrücke – Hauptbahnhof – Karlsplatz (Stachus) – Marienplatz – Isartor – Rosenheimer Platz – Ostbahnhof – Leuchtenbergring – Berg am Laim – Trudering (– Gronsdorf – Haar – Vaterstetten – Baldham – Zorneding – Eglharting – Kirchseeon – Grafing Bahnhof – Grafing Stadt – Ebersberg) |
| S6    | Tutzing – Feldafing – Possenhofen – Starnberg – Starnberg Nord – Gauting – Stockdorf – Planegg – Gräfelfing – Lochham – Westkreuz – Pasing – Laim – Hirschgarten – Donnersbergerbrücke – Hackerbrücke – Hauptbahnhof – Karlsplatz (Stachus) – Marienplatz – Isartor – Rosenheimer Platz – Ostbahnhof – Leuchtenbergring – Berg am Laim – Trudering – Gronsdorf – Haar – Vaterstetten – Baldham – Zorneding – Eglharting – Kirchseeon – Grafing Bahnhof – Grafing Stadt – Ebersberg  |

Der 20-Minuten-Takt der S-Bahn wird alternierend von Fahrten der Linien 4 oder 6 realisiert. Überwiegend fährt die Linie S6 bis Grafing Bahnhof/Ebersberg, die S4 nur bis Trudering. In der Hauptverkehrszeit wird der durch Überlagerung beider Linien entstehende 10-Minuten-Takt bis Haar, vereinzelt bis Zorneding verlängert. Aus umlauftechnischen Gründen verkehrt dann die S4 bis Grafing Bahnhof/Ebersberg, während die S6 bereits in Haar/Zorneding wendet. Zu Schwachlastzeiten wird die S4 bis Trudering zurückgenommen, und die S6 fährt nach Grafing Bahnhof/Ebersberg. Dadurch entsteht für den Fahrgast ein regelmäßiger 20-Minuten-Takt von Grafing Bahnhof nach München. Zudem halten in Grafing Bahnhof in etwa stündlich die Regionalbahnen Richtung Rosenheim. Für den ebenfalls stündlichen „Filzen-Express“ nach Wasserburg ist Grafing Bahnhof die Endstation, einzelne Fahrten werden aber nach München durchgebunden.

#### Öffentlicher Nahverkehr
Die Stadt Grafing liegt im Verbundgebiet des Münchner Verkehrs- und Tarifverbunds (MVV). Die Stadt ist neben den S-Bahn- und Regionalverkehrszügen mit fünf Buslinien an den Verkehrsverbund angeschlossen. Im Stadtgebiet und im Umkreis der Stadt Grafing verkehren fünf Buslinien des Münchner Verkehrs- und Tarifverbunds, eine der Regionalverkehr Oberbayern (RVO), einer Tochtergesellschaft der Deutschen Bahn AG und der Rosenheimer Verkehrsgesellschaft (RoVG). Davon bedienen drei Linien das Stadtzentrum von Grafing. Im Stadtgebiet von Grafing fahren folgende Buslinien (Stand Januar 2015):
- 45:   Grafing Bahnhof – Grafing Stadt – Oberelkofen – Hohenthann – Maxlrain – Bad Aibling Bahnhof (– Bad Aibling Berufsschule) (nur Montag bis Samstag, einzelne Fahrten; kein MVV-Tarif)
- 440: Grafing Bahnhof – Taglaching – Bruck – Moosach – Glonn (– Piusheim)
- 442: Grafing Bahnhof – Grafing Stadt – Ebersberg – Kirchseeon – Eglharting – Buch (nur Montag bis Freitag)
- 444: Grafing Bahnhof – Grafing Stadt – Aßling – Schalldorf (nur Montag bis Samstag)
- 447: Grafing Bahnhof – Grafing Stadt – Oberelkofen – Aßling (nur Montag bis Freitag)
- 9421: Grafing Bahnhof – Grafing Stadt – Ebersberg – Tulling – Forsting – Brandstätt – Reitmehring – Wasserburg (nur Montag bis Samstag, einzelne Fahrten; nur bis Tulling mit Fahrscheinen des Münchner Verkehrs- und Tarifverbunds nutzbar)

### Bildungseinrichtungen

#### Schulen
- Grundschule Grafing
- Georg-Huber-Mittelschule
- Max-Mannheimer-Gymnasium Grafing
- Johann-Comenius-Schule (Sonderpädagogisches Förderzentrum)
- Internat „Landschulheim Elkofen“ in Oberelkofen (ehem. Gymnasium, seit 2009 Realschule)

#### Weitere Bildungseinrichtungen
- Volkshochschule Grafing
- Musikschule
- Kreisbildungswerk Ebersberg
- Evangelisches Bildungswerk

## Kultur und Sehenswürdigkeiten

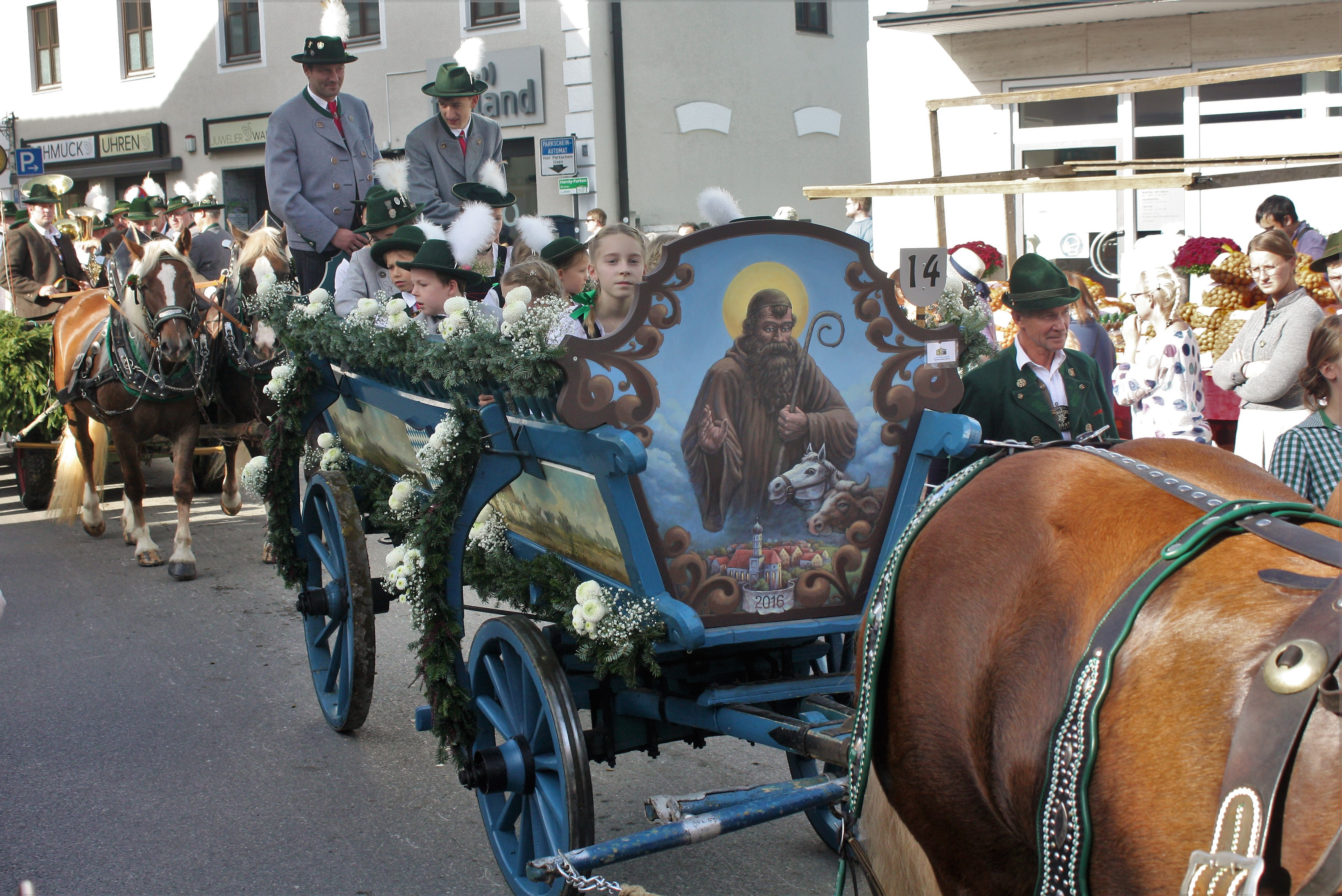
Leonhardifahrt in Grafing (2022)

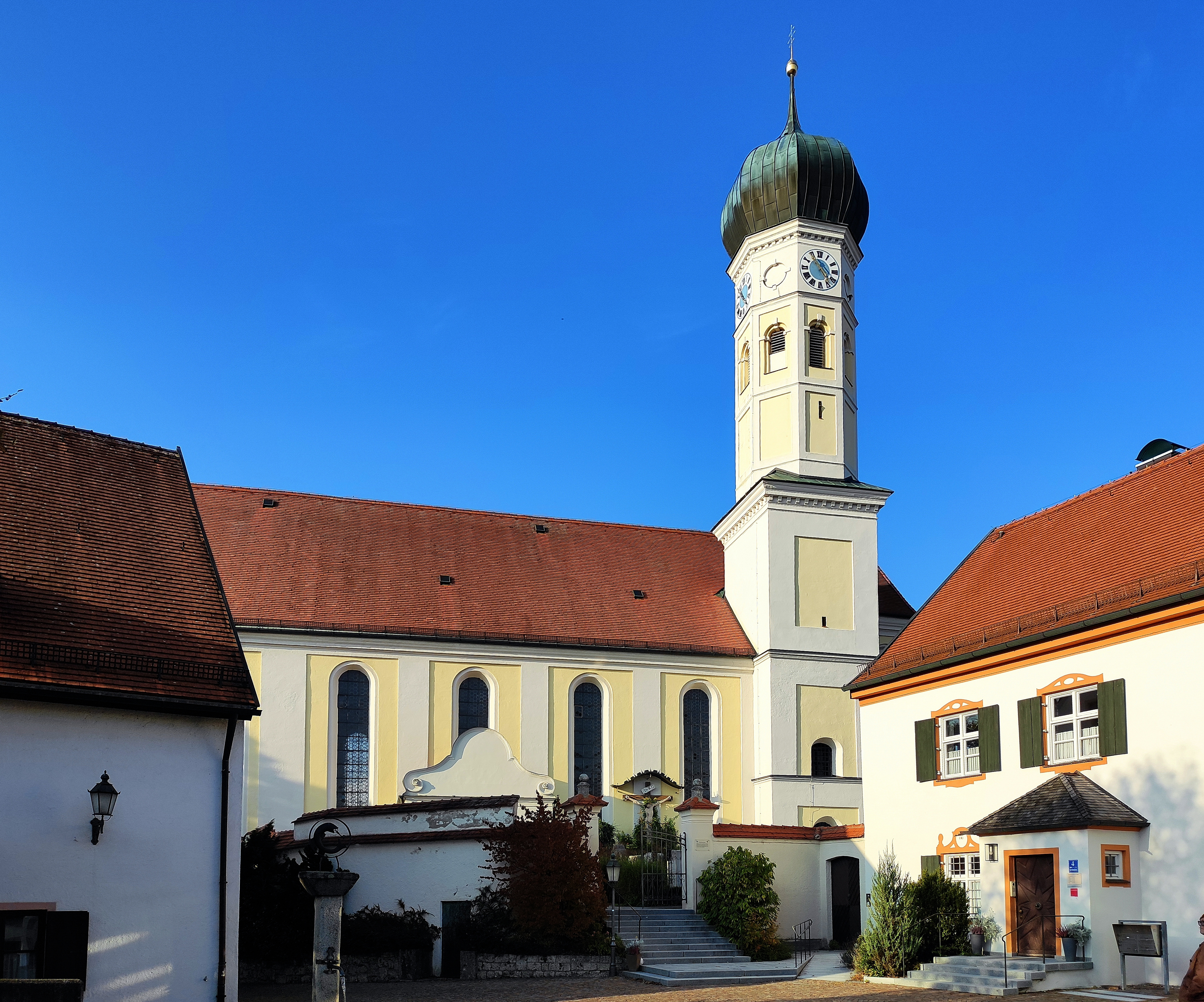
Pfarrkirche St. Ägidius

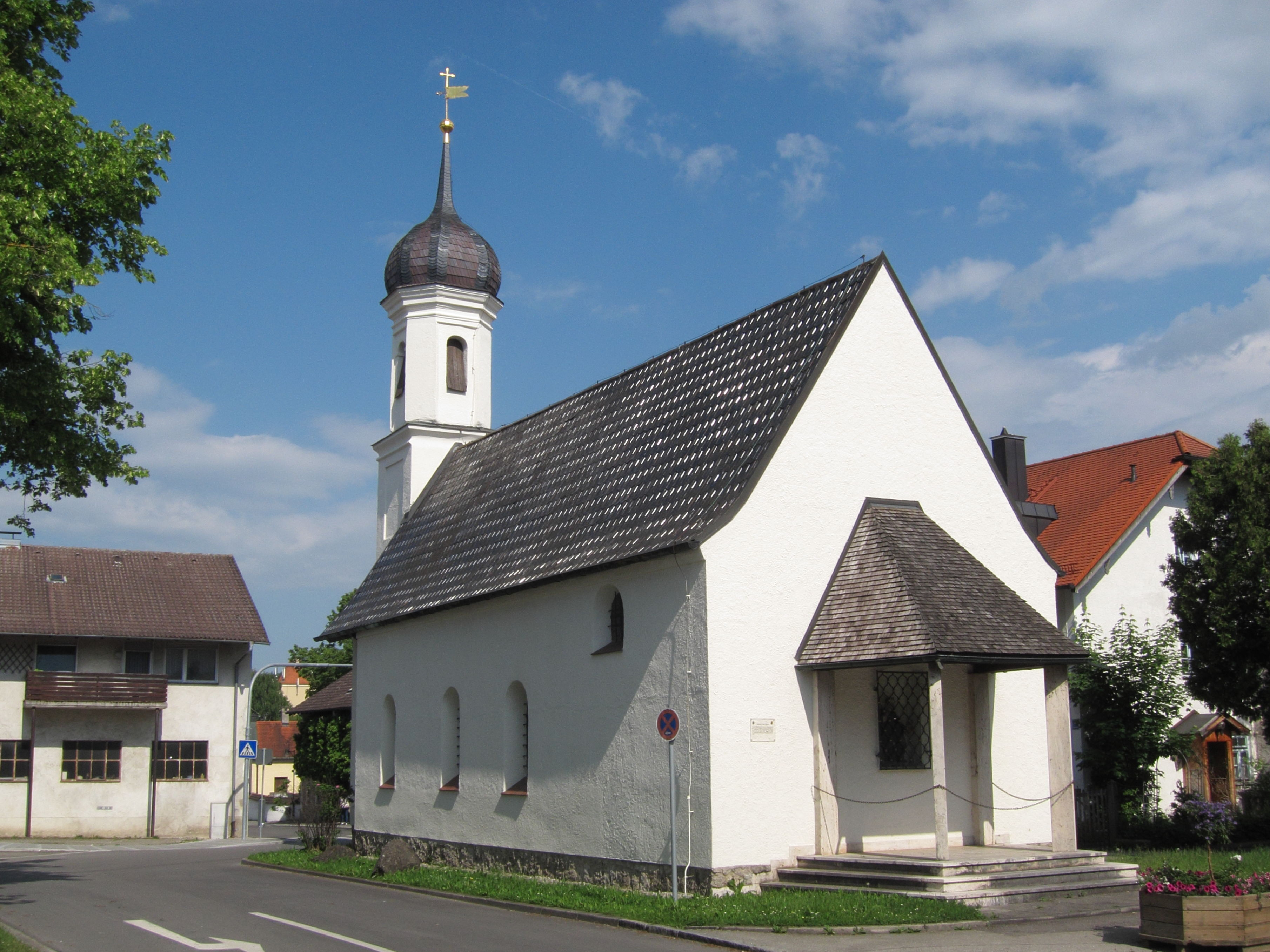
Leonhardikirche

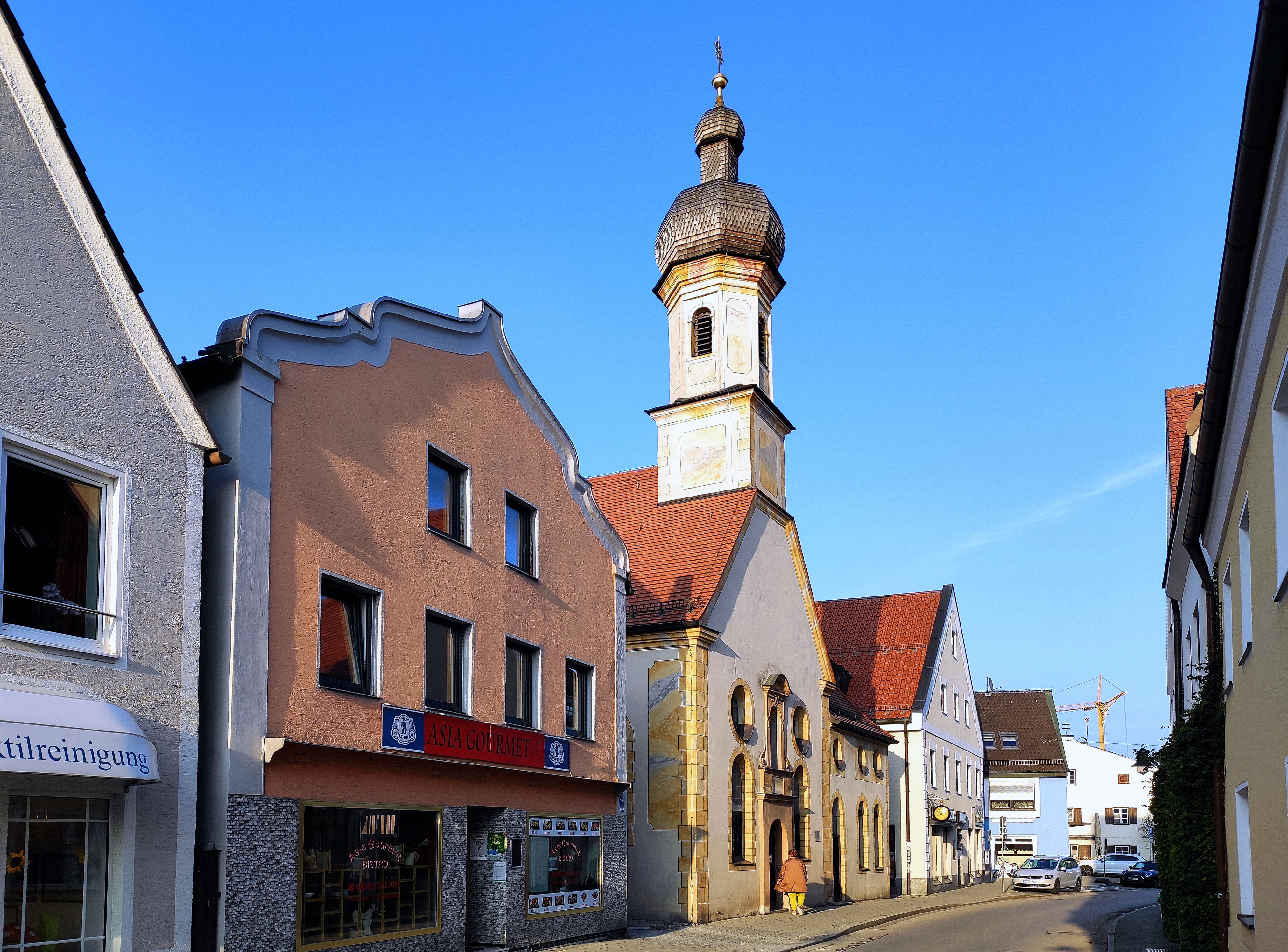
Marktkirche Hl. Dreifaltigkeit

### Leonhardifahrt
Seit über 300 Jahren und jeweils am letzten Sonntag im Oktober findet die Grafinger Leonhardifahrt statt. Wagen und Pferdegespanne aus ganz Oberbayern umfahren drei Mal die Leonhardikirche und den Marktplatz und erbitten den Segen des heiligen Leonhard. Die örtliche Leonhardifahrt wurde bereits 1708 zum ersten Mal erwähnt und ist eine der ältesten und größten dieser Wallfahrten.

### Pfarrkirche St. Ägidius
Die Pfarrkirche St. Ägidius geht auf einen Vorläufer-Bau aus dem 9. Jahrhundert zurück, von dem nichts erhalten ist; Reste der romanischen Kirche aus dem 11./12. Jahrhundert sind in den Fundamenten des Turms erhalten. Von der gotischen Kirche aus dem 15. Jh., die im Dreißigjährigen Krieg schwer beschädigt wurde, sind Reste erhalten. Der heutige Bau wurde 1692 durch den Grafinger Maurermeister Thomas Mayr errichtet und 1902 nach Westen erweitert. Renovierung 1963; Instandsetzung des Inneren 2009.

### Leonhardikirche
St. Leonhard auf dem Felde ist das Gebäude mit der ältesten Bausubstanz in Grafing. Zwar wurde die kleine Kirche im Dreißigjährigen Krieg teilweise zerstört, doch blieben Mauerreste und Fresken aus dem Jahre 1408 erhalten. Die Kirche wurde ursprünglich um 1300 im gotischen Stil errichtet und um 1700 nach der Zerstörung wieder aufgebaut. 1802 drohte der Abriss, der durch den Kaufmann Peter Vazanini verhindert wurde.

### Marktkirche
Zur Allerheiligsten Dreifaltigkeit, 1672 nach Plänen von Gallus Mayr errichtet; 1743/84 mit Unterstützung des München Bankiers Joh. Georg Nockher mit Stuckarbeiten von Johann Baptist Zimmermann und Heiligenfiguren von Johann Baptist Straub ausgestattet

### Dobelkapelle
Ursprünglich in den 1860er Jahren errichteter kleiner Sakralbau am Rande des Grafinger Dobel, der seither mehrfach nach Zerstörung oder Brand wieder aufgebaut wurde; so zuletzt 1985 und am 12. Mai 2018. Es handelt sich um einen Holzbau im Eigentum der Stadt Grafing, nach alten Plänen ausgeführt von der ortsansässigen Zimmerei Fritz, ausgestattet mit Figuren aus Spenden Grafinger Bürger.

### Heimkehrerdenkmal
Das sogenannte Heimkehrerdenkmal wurde 1929 auf Initiative des Veteranen- und Kriegervereins auf der Südseite der Pfarrkirche Sankt Ägidius errichtet und am 24. November desselben Jahres eingeweiht. Von den Gemeinden Grafing, Nettelkofen und Öxing finanziert, sollte das kubische Monument (L 2,15 m; B 1,80 m; H 3,35 m mit später angebrachtem Kreuz) aus Treuchtlinger Marmor an die aus dem Ersten Weltkrieg heimgekehrten Soldaten erinnern.
Vom Grafinger Steinmetz Hans Hafenmair ausgeführt, trug das vom Ebersberger Bildhauer Max Maier mit zwei Reliefdarstellungen (Auferstehungsheiland; Sankt Ägidius) versehene Denkmal am Kapitell die Texte „Gott war mit uns“, „Errichtet 1929“, „Ihm gebührt die Ehre“ und „Weltkrieg 1914/18“. Die Widmungsinschrift lautete: „In Dankbarkeit gewidmet ihren vom Weltkrieg wiedergekehrten und in der Heimat verstorbenen Kriegern: Die Pfarrgemeinde Grafing“.
1953 wurde das renovierungsbedürftig gewordene Denkmal abgetragen und am gemeindlichen Friedhof (Waldfriedhof) wiedererrichtet. Am 5. Juli desselben Jahres wurde das von Steinmetz Hafenmair überarbeitete Monument neuerlich geweiht und ist seither, einem Wunsch der Heimatvertriebenen folgend, „Unseren in der Heimat verbliebenen Toten“ gewidmet.

### Museum der Stadt Grafing
Das Heimatmuseum im Rieperdinger-Haus (erbaut 1871) ist aus einer Privatsammlung seit den 1930er Jahren hervorgegangen und gewährt in Dauerausstellung und Sonderausstellungen Einblicke in die Kunstgeschichte des Grafinger Umlandes, insbesondere des bedeutenden Malers Max Josef Wagenbauer (1775–1829), eines Sohnes der Stadt, sowie in Lebens-, Arbeits- und Fest-Welt der Bewohner aus der Region rund um Grafing.

### Weitere Sehenswürdigkeiten
- Rathaus, Barockbau mit Giebelgestaltung von 1889
- Wildbräugebäude, sog. „Gefreites Haus“, ursprüngliches Gebäude von 973, heutiger Bau aus dem Jahr 1745, siehe Adelssitz Grafing
- Burg Elkofen, einzige erhaltene und bewohnte Burganlage im Landkreis Ebersberg
- Mariensäule, 1923 von Bildhauer Franz Hoser und Architekt Richard Steidle (München), 2018 restauriert[43]
- Wagner-Haus, ältestes Haus, das den Schwedenkrieg (1633) überstand, im Stadtteil Öxing, unter Denkmalschutz
- Ehemalige Hammerschmiede
- Soldatenfriedhof in Oberelkofen (Verstorbene des Eisenbahnunfalls von Aßling am 16. Juli 1945)
- Mauer-Denkmal im Innenhof des Gymnasiums, Original-Mauerteile mit Metallskulptur
- Baumdenkmal für die Deutsche Einheit im Stadtpark gegenüber Bahnhofstraße 32, 2020 gepflanzt[13][14][15][16]

## Sportvereine

### EHC Klostersee
Der bekannteste Sportverein der Stadt Grafing ist der EHC Klostersee. Er ist nach dem in der Nachbarstadt Ebersberg gelegenen Klostersee benannt, wo in den 50er Jahren die ersten Eishockeyspiele ausgetragen wurden. Bereits früh übersiedelte der Verein nach Grafing, behielt aber seinen Namen bei. Heute wird in einem halboffenen Kunsteisstadion gespielt.
Das Aushängeschild des Vereins ist die erste Herrenmannschaft.
Auch in den Sparten Eisschnelllauf und Shorttrack konnte der Verein bereits nationale Titel gewinnen. Die Shorttrackerin Susanne Rudolph aus Grafing nahm an den Olympischen Winterspielen 2002 und 2006 teil.

### TSV Grafing
Der mitgliederstärkste Sportverein der Stadt ist der TSV Grafing von 1864. Neben der Fußballabteilung mit 2 Herren-, einer Damen- und zahlreichen Nachwuchsmannschaften gibt es noch zahlreiche kleinere Abteilungen innerhalb des Vereins. Erfolgreich sind hierbei die männlichen Volleyballer, die in der 2. Bundesliga spielen und in der Saison 2017/18 Meister wurden, sowie das Damen-Judo-Team, das in der Bayernliga erfolgreich ist.
Im Lauf der letzten Jahre konnte sich auch die Handballabteilung durch eine nachhaltige und starke Jugendarbeit, vor allem im weiblichen Bereich, auszeichnen. Die Grafinger Handballerinnen sind regelmäßig in der Landesliga/Bayernliga vertreten. Im männlichen Bereich ist man mit dem Nachbarverein TSV Ebersberg eine Kooperation in der Nachwuchsarbeit eingegangen.

## Persönlichkeiten

### Ehrenbürger
- 1960: Johann Schwaiger (* 1890 in Öxing; † 16. März 1961), Bürgermeister von Öxing ab 1928, Bürgermeister von Grafing von 1946 bis 1952[26]
- 2013, 23. Juli: Adalbert Mischlewski (* 22. November 1919 in Berlin; † 18. Januar 2023 in Ebersberg[44]), Theologe, Historiker, Gymnasiallehrer, Initiator der Städtepartnerschaft Grafing – Saint Marcellin, Gründer und Ehrenvorsitzender des Antoniter-Forums, Gesellschaft zur Pflege des Erbes der Antoniter[45]
- 2015: Hermann Huber (* 29. Januar 1930 in München; † 4. Mai 2018 in Grafing), Jurist, Diplomat, deutscher Botschafter in Prag von Dezember 1988 bis August 1992;[46] Huber war Botschafter in Prag, als ab August 1989 tausende DDR-Bürger auf das Gelände der westdeutschen Vertretung in der tschechoslowakischen Hauptstadt flüchteten und organisierte zunächst deren vorübergehende Unterbringung vor Ort und schließlich deren letztlich am Abend des 30. September 1989 genehmigte Ausreise in die Bundesrepublik Deutschland.[47]
- 2022: Alois Kleinmaier (* 20. September 1932; † 12. Juli 2024), Bürgermeister von 1972 bis 1996[28]

### Söhne und Töchter von Grafing
- Max Joseph Wagenbauer (* 28. Juli 1775 in Öxing; † 12. Mai 1829 in München), Landschafts- und Tiermaler/-lithograph, königlicher Hofmaler und Galerieinspektor
- Hans Simmer (* 14. März 1877; † ?), Pädagoge
- Hans Deuschl (* 21. Juli 1891; † 27. April 1953 in Starnberg), Mediziner, SS-Führer und Ärztefunktionär
- Josef Schuster (* 13. Dezember 1906 in Oberölkofen; † 1996), Gewichtheber
- Fritz Hintermayer (* 28. Oktober 1911; † 29. Mai 1946 (hingerichtet)), SS-Obersturmbannführer, Lagerarzt im KZ Dachau
- Luisa Francia (* 2. August 1949), Autorin und Filmemacherin
- Christian Sebald (* 17. April 1961; † 1. Oktober 2016 (Bergunfall (Absturz)), Dolomiten, Italien), Judo-Sportler, Mitglied des Judo-Nationalkaders, Wegbereiter des Judo- und Kletter-Sports in Grafing
- Manfred Stücklschwaiger (* 21. Januar 1965), Schauspieler
- Florian Keller (* 30. Januar 1976), ehemaliger Eishockeyspieler

### Mit Grafing bei München verbunden
- Josef Vogl (* 22. Juni 1848 in Emmering; † 22. Juni 1886 in Baiernrain); 1870–1876 Lehrer in Grafing; gilt als einer der Väter der Trachtenbewegung in Bayern.
- Karl Wilhelm Fischer (* 18. September 1888 in Bilin; † 15. März 1970 in Grafing), Leiter der Realschule, des Museums und der Volkshochschule
- Hans Schnetzer (* 28. April 1894 in Ludwigshafen am Rhein; † 10. Januar 1994 in München), Architekt und Baubeamter der Postbauschule; erbaute 1927 das Postamt in Grafing.
- Alfred Schöpffe (* 20. September 1917 in Kassel; † 17. Dezember 1992 in Grafing), Bildender Künstler und Kunstlehrer (der Grafik, Malerei, Email-, Glas-, Mosaik- und Textilkunst), Ausstatter zahlreicher Kirchen (z. B. St. Klara, St. Elisabeth, St. Anton, St. Wolfgang und Albertinum in München; St. Elisabeth und St. Michael in Kassel; Dom in Freising; Augustinerkonvent in Zwiesel, St. Pankratius in Emmering) und kommunaler Gebäude (z. B. Rathaus und Stadthalle Grafing) im öffentlichen Auftrag
- Leo Scheffczyk (* 21. Februar 1920 in Beuthen, Oberschlesien; † 8. Dezember 2005 in München), römisch-katholischer Kardinal, deutscher Theologe und Professor für Dogmatik; 1947 bis 1948 als Kaplan in Grafing.
- Hans Haberl (* 5. März 1924; † 19. Dezember 2016) Hochfrequenztechniker und Funker; Widerstand gegen das NS-Regime; am 24. September 1942 „wegen landesverräterischer Feindbegünstigung, Vorbereitung zum Hochverrat und Schwarzsendens“ zum Tode verurteilt, später begnadigt; später Inhaber eines Radio- und Fernseh-Geschäfts in Grafing
- Kurt Weichselberger (* 13. April 1929 in Wien), Statistiker, Ordinarius und Rektor in München, lebte in Grafing
- Hellmuth Karasek (* 4. Januar 1934 in Brünn, Tschechoslowakei; † 29. September 2015 in Hamburg), Journalist, Buchautor, Film- und Literaturkritiker und Professor für Theaterwissenschaft; unterrichtete 1959 neun Monate lang am Grafinger Goethe-Institut
- Otto Weiß (* 15. September 1934 in Ulm; † 3. August 2017 in Klagenfurt am Wörthersee), Historiker
- Franz Wörle (* 1952 in München; † 2020 in Grafing-Straußdorf), Bildhauer; lebte und arbeitete in Grafing
- Robert Papst (* 10. Dezember 1960 in Ebersberg), Musiker, Komponist und Musikproduzent, Gründer der Band Dominoe, wuchs in Grafing auf und lebt dort
- Martin Max (* 7. August 1968 in Tarnowskie Góry, Polen), ehemaliger Fußballspieler und -trainer
- Oliver Oetke (* 18. August 1968 in Stuttgart), Volleyball- und Beachvolleyballspieler